# Fruitland Park
Fruitland Park – miasto w Stanach Zjednoczonych, w stanie Floryda, w hrabstwie Lake.

## Demografia
W roku 2000 miasto zamieszkiwało 3186 osób, a gęstość zaludnienia wynosiła 335,4 osoby/km². W roku 2023 liczba mieszkańców wzrosła do 8765 osób, a gęstość zaludnienia przekroczyła 922 osoby/km². Na przestrzeni niespełna ćwierćwiecza zaludnienie Friutland Park zwiększyło się prawie 2,8-krotnie.